# Warren Frost
Warren Frost, född 5 juni 1925 i Newburyport, Massachusetts, död 17 februari 2017 i Middlebury, Vermont, var en amerikansk skådespelare. Frost var känd för roller inom teater samt i TV-serier som Twin Peaks, Matlock, The Larry Sanders Show och Seinfeld. Han var far till författarna Mark Frost och Scott Frost samt skådespelerskan Lindsay Frost.

## Filmografi

### Filmer
- 1959 - När var tar sin - sekreterare (ej krediterad)
- 1959 - Det började med en kyss - löjtnant McCann
- 1993 - En värsting till syster 2 - man från ärkestiftet

### TV-serier
- 1960 - Perry Mason - tekniker, 1 avsnitt
- 1990 - Lagens änglar - 1 avsnitt
- 1990-1991 - Twin Peaks - doktor Will Hayward, 30 avsnitt
- 1992-1998 - Seinfeld - Henry Ross, 5 avsnitt
- 1994 - Pestens tid - George Richardson